# Крутков Олександр Федорович
Олекса́ндр Фе́дорович Крутко́в (нар. ? — пом. ?) — педагог, дійсний статський радник, батько відомого радянського фізика-теоретика Юрія Олександровича Круткова.

## Життєпис

### Освіта
1871 року закінчив історико-філологічний факультет Санкт-Петербурзького Імператорського університету.

### Трудова діяльність
На державній службі та у відомстві Міністерства народної освіти з 1 липня 1871 року.
У джерелах стосовно державної служби починає згадуватися у 1872-1874 навчальних роках як виконувач обов'язків викладача грецької мови Санкт-Петербургської третьої гімназії спочатку без чину, у 1874-1876 навчальних роках — вже викладач грецької мови у чині VIII класу, у 1876-1977 навчальному році — у чині колезький асесор, у 1877-1880 навчальних роках — у чині надвірний радник, у 1880-1883 навчальних роках — у чині колезький радник.
У 1873-1874 навчальному році також викладає грецьку мову в Санкт-Петербургській першій гімназії.
У 1884-1885 навчальному році — інспектор Санкт-Петербургській третьої гімназії у чині статський радник.
У 1885-1889 навчальних роках викладає грецьку мову в Санкт-Петербургській третій гімназії.
У 1889-1892 навчальних роках директор чоловічої гімназії та жіночої гімназії у місті Златополі.
У 1892-1906 навчальних роках директор Лубенської чоловічої гімназії та з 1 січня 1893 року вже в чині дійсний статський радник.
У 1906-1907 навчальному році — викладає географію, а у 1907-1912 навчальних роках латинську мову в Санкт-Петербургській дванадцятій гімназії.

### Нагороди
- Орден Святого Станіслава 2 ступеня[1].
- Орден Святої Анни 2 ступеня[1].
- Орден Святого Володимира 4 ступеня (14 травня 1896[1]).
- Медаль «У пам'ять царювання імператора Олександра III»[1].

## Сім'я
Дружина Марія Іванівна (до шлюбу Вєтвєніцька).
Син Юрій (нар. 29 травня 1890, Санкт-Петербург — пом. 12 вересня 1952, Ленінград) — відомий радянський фізик-теоретик.

## Зазначення
1. 1 2 3 4 5 6  Список лиц служащих по ведомству Министерства народного образования на 1897 год. — СПб : типография Министерства внутренних дел, 1896. — С. 618.(рос. дореф.)
2. ↑  Адрес-Календарь. Общая Роспись начальствующих и прочих должностных лиц в Российской Империи на 1873 год. Часть 1 и 2. Ч. 1 С. 366 [Архівовано 20 грудня 2016 у Wayback Machine.](рос. дореф.)
3. ↑  Адрес-Календарь. Общая Роспись начальствующих и прочих должностных лиц в Российской Империи на 1874 год. Часть 1 и 2. Ч. 1 С. 368 [Архівовано 4 лютого 2017 у Wayback Machine.](рос. дореф.)
4. ↑  Адрес-Календарь. Общая Роспись начальствующих и прочих должностных лиц в Российской Империи на 1875 год. Часть 1 и 2. Ч. 1 С. 370 [Архівовано 4 лютого 2017 у Wayback Machine.](рос. дореф.)
5. ↑  Адрес-Календарь. Общая Роспись начальствующих и прочих должностных лиц в Российской Империи на 1876 год. Часть 1 и 2. Ч. 1 С. 368 [Архівовано 2 квітня 2015 у Wayback Machine.](рос. дореф.)
6. ↑  Адрес-Календарь. Общая Роспись начальствующих и прочих должностных лиц в Российской Империи на 1877 год. Часть 1 и 2. Ч. 1 С. 370 [Архівовано 2 квітня 2015 у Wayback Machine.](рос. дореф.)
7. ↑  Адрес-Календарь. Общая Роспись начальствующих и прочих должностных лиц в Российской Империи на 1878 год. Часть 1 и 2. Ч. 1 С. 362 [Архівовано 2 квітня 2015 у Wayback Machine.](рос. дореф.)
8. ↑  Адрес-Календарь. Общая Роспись начальствующих и прочих должностных лиц в Российской Империи на 1879 год. Часть 1 и 2. Ч. 1 С. 377 [Архівовано 10 травня 2017 у Wayback Machine.](рос. дореф.)
9. ↑  Адрес-Календарь. Общая Роспись начальствующих и прочих должностных лиц в Российской Империи на 1880 год. Часть 1 и 2. Ч. 1 С. 377 [Архівовано 10 травня 2017 у Wayback Machine.](рос. дореф.)
10. ↑  Адрес-Календарь. Общая Роспись начальствующих и прочих должностных лиц в Российской Империи на 1881 год. Часть 1 и 2. Ч. 1 С. 371 [Архівовано 22 жовтня 2016 у Wayback Machine.](рос. дореф.)
11. ↑  Адрес-Календарь. Общая Роспись начальствующих и прочих должностных лиц в Российской Империи на 1882 год. Часть 1 и 2. Ч. 1 С. 362 [Архівовано 22 жовтня 2016 у Wayback Machine.](рос. дореф.)
12. ↑  Адрес-Календарь. Общая Роспись начальствующих и прочих должностных лиц в Российской Империи на 1883 год. Часть 1 и 2. Ч. 1 С. 363 [Архівовано 22 жовтня 2016 у Wayback Machine.](рос. дореф.)
13. ↑  Адрес-Календарь. Общая Роспись начальствующих и прочих должностных лиц в Российской Империи на 1874 год. Часть 1 и 2. Ч. 1 С. 367 [Архівовано 4 лютого 2017 у Wayback Machine.](рос. дореф.)
14. ↑  Адрес-Календарь. Общая Роспись начальствующих и прочих должностных лиц в Российской Империи на 1885 год. Часть 1 и 2. Ч. 1 С. 351 [Архівовано 22 жовтня 2016 у Wayback Machine.](рос. дореф.)
15. ↑  Адрес-Календарь. Общая Роспись начальствующих и прочих должностных лиц в Российской Империи на 1886 год. Часть 1 и 2. Ч. 1 С. 347 [Архівовано 22 жовтня 2016 у Wayback Machine.](рос. дореф.)
16. ↑  Адрес-Календарь. Общая Роспись начальствующих и прочих должностных лиц в Российской Империи на 1887 год. Часть 1 и 2. Ч. 1 С. 345 [Архівовано 22 жовтня 2016 у Wayback Machine.](рос. дореф.)
17. ↑  1888. Адрес-Календарь. Общая роспись начальствующих и прочих должностных лиц по всем управлениям в Российской Империи, часть 1 и 2. Ч. 1 С. 341 [Архівовано 22 жовтня 2016 у Wayback Machine.](рос. дореф.)
18. ↑  1889. Адрес-календарь. Общая роспись начальствующих и прочих должностных лиц по всем управлениям в Российской Империи, часть 1 и 2. Ч. 1 С. 335 [Архівовано 22 жовтня 2016 у Wayback Machine.](рос. дореф.)
19. ↑  Адрес-календарь Российской Империи. (часть 1 и 2). Ч. 1 С. 398 [Архівовано 10 квітня 2011 у Wayback Machine.](рос. дореф.)
20. ↑  Адрес-календарь. Общая роспись начальствующих и прочих должностных лиц по всем управлениям в Российской Империи, часть 1 и 2. Ч. 1 С. 394 [Архівовано 22 жовтня 2016 у Wayback Machine.](рос. дореф.)
21. ↑  Адрес-календарь. Общая роспись начальствующих и прочих должностных лиц по всем управлениям в Российской Империи на 1892 год, часть 1 и 2. Ч. 1 С. 385 [Архівовано 22 жовтня 2016 у Wayback Machine.](рос. дореф.)
22. ↑  Адрес-календарь. Общая роспись начальствующих и прочих должностных лиц по всем управлениям в Российской Империи на 1893 год, часть 1 и 2. Ч. 1 С. 517 [Архівовано 22 жовтня 2016 у Wayback Machine.](рос. дореф.)
23. ↑  Адрес-Календарь. Общая Роспись начальствующих и прочих должностных лиц по всем управлениям в Российской Империи на 1894 год. Часть 1 и 2. Ч. 1 С. 521 [Архівовано 22 жовтня 2016 у Wayback Machine.](рос. дореф.)
24. ↑  Адрес-Календарь. Общая Роспись начальствующих и прочих должностных лиц по всем управлениям в Российской Империи на 1895 год. Часть 1 и 2. Ч. 1 С. 538 [Архівовано 2 лютого 2017 у Wayback Machine.](рос. дореф.)
25. ↑  Адрес-Календарь. Общая Роспись начальствующих и прочих должностных лиц по всем управлениям в Российской Империи на 1896 год. Часть 1 и 2. Ч. 1 С. 547 [Архівовано 20 грудня 2016 у Wayback Machine.](рос. дореф.)
26. ↑  Адрес-Календарь. Общая Роспись начальствующих и прочих должностных лиц по всем управлениям в Российской Империи на 1897 год. Часть 1 и 2. Ч. 1 С. 221 [Архівовано 20 грудня 2016 у Wayback Machine.](рос. дореф.)
27. ↑  Адрес-Календарь. Общая Роспись начальствующих и прочих должностных лиц по всем управлениям в Российской Империи на 1898 год. Часть 1 и 2. Ч. 1 С. 226 [Архівовано 26 лютого 2015 у Wayback Machine.](рос. дореф.)
28. ↑  Адрес-Календарь. Общая Роспись начальствующих и прочих должностных лиц во всем управлении Российской Империи. Часть 1 и 2. Ч. 1 С. 229 [Архівовано 7 травня 2017 у Wayback Machine.](рос. дореф.)
29. ↑  Адрес-Календарь. Общая роспись начальствующих и прочих должностных лиц по всем управлениям в Российской Империи на 1900 год, часть 1 и 2. Ч. 1 С. 235 [Архівовано 10 травня 2017 у Wayback Machine.](рос. дореф.)
30. ↑  Адрес-Календарь. Общая роспись начальствующих и прочих должностных лиц по всем управлениям в Российской Империи на 1901 год, часть 1 и 2. Ч. 1 С. 240 [Архівовано 10 квітня 2011 у Wayback Machine.](рос. дореф.)
31. ↑  Адрес-Календарь. Общая роспись начальствующих и прочих должностных лиц по всем управлениям в Российской Империи на 1902 год, часть 1 и 2. Ч. 1 С. 240 [Архівовано 10 травня 2017 у Wayback Machine.](рос. дореф.)
32. ↑  Адрес-Календарь. Общая роспись начальствующих и прочих должностных лиц по всем управлениям в Российской Империи на 1903 год. Часть 1. С. 238 [Архівовано 10 травня 2017 у Wayback Machine.](рос. дореф.)
33. ↑  Адрес-Календарь. Общая роспись начальствующих и прочих должностных лиц по всем управлениям в Российской Империи на 1904 год, часть 1. С. 244 [Архівовано 7 травня 2017 у Wayback Machine.](рос. дореф.)
34. ↑  Адрес-Календарь. Общая роспись начальствующих и прочих должностных лиц по всем управлениям в Российской Империи на 1905 год, часть 1 и 2. Ч. 1 С. 253 [Архівовано 7 травня 2017 у Wayback Machine.](рос. дореф.)
35. ↑  Адрес-Календарь. Общая роспись начальствующих и прочих должностных лиц по всем управлениям в Российской Империи на 1906 год, часть 1. С. 264 [Архівовано 5 листопада 2016 у Wayback Machine.](рос. дореф.)
36. ↑  Адрес-Календарь. Общая роспись начальствующих и прочих должностных лиц по всем управлениям в Российской Империи на 1907 год, часть 1. С. 202 [Архівовано 7 травня 2017 у Wayback Machine.](рос. дореф.)
37. ↑  Адрес-Календарь. Общая роспись начальствующих и прочих должностных лиц по всем управлениям в Российской Империи на 1908 год, часть 1 и 2. Ч. 1 С. 207 [Архівовано 5 листопада 2016 у Wayback Machine.](рос. дореф.)
38. ↑  Адрес-Календарь. Общая роспись начальствующих и прочих должностных лиц по всем управлениям в Российской Империи на 1909 год, часть 1 и 2. Ч. 1 С. 229 [Архівовано 5 листопада 2016 у Wayback Machine.](рос. дореф.)
39. ↑  Адрес-Календарь. Общая Роспись начальствующих и прочих должностных лиц по всем управлениям в Российской империи на 1910 год. Часть 1 и 2. Ч. 1 С. 243 [Архівовано 30 жовтня 2016 у Wayback Machine.](рос. дореф.)
40. ↑  Адрес-Календарь. Общая Роспись начальствующих и прочих должностных лиц по всем управлениям в Российской империи на 1911 год. Часть 1 и 2. Ч. 1 С. 263 [Архівовано 2 квітня 2015 у Wayback Machine.](рос. дореф.)
41. ↑  Адрес-Календарь. Общая Роспись начальствующих и прочих должностных лиц по всем управлениям в Российской империи на 1912 год. Часть 1 и 2. Ч. 1 С. 268 [Архівовано 3 листопада 2016 у Wayback Machine.](рос. дореф.)